# Tumme

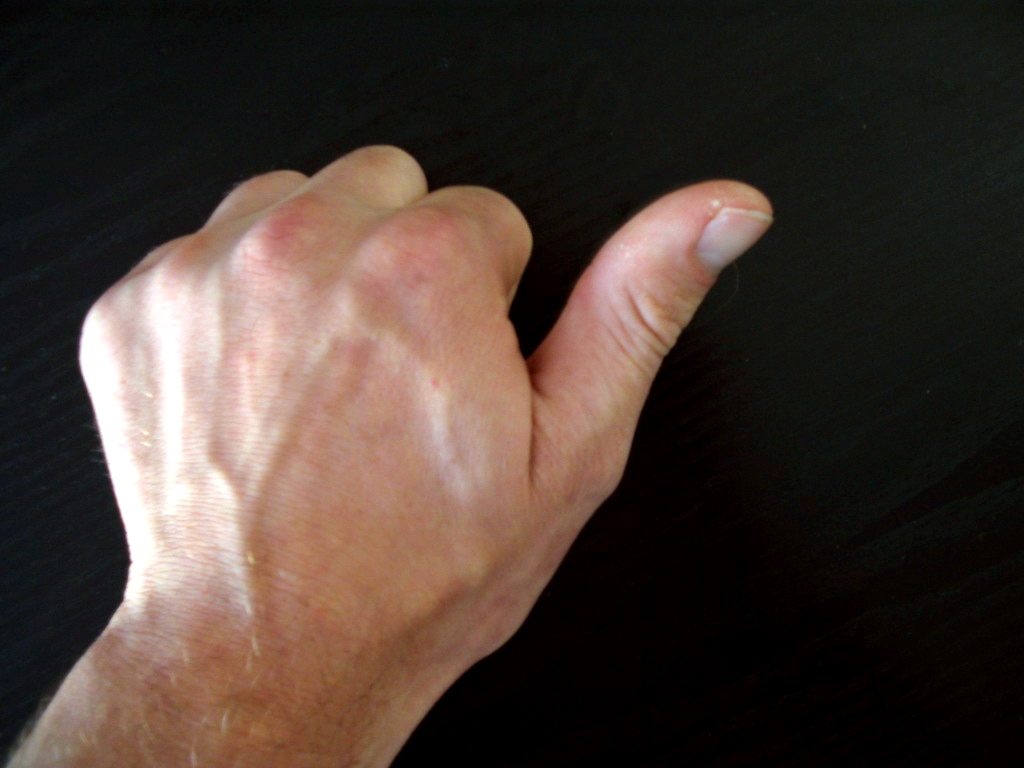
Tumme

Tumme (latin: pollex) är ett av människokroppens fingrar och till skillnad från de andra fingrarna är den motsättlig.

## Snickartumme

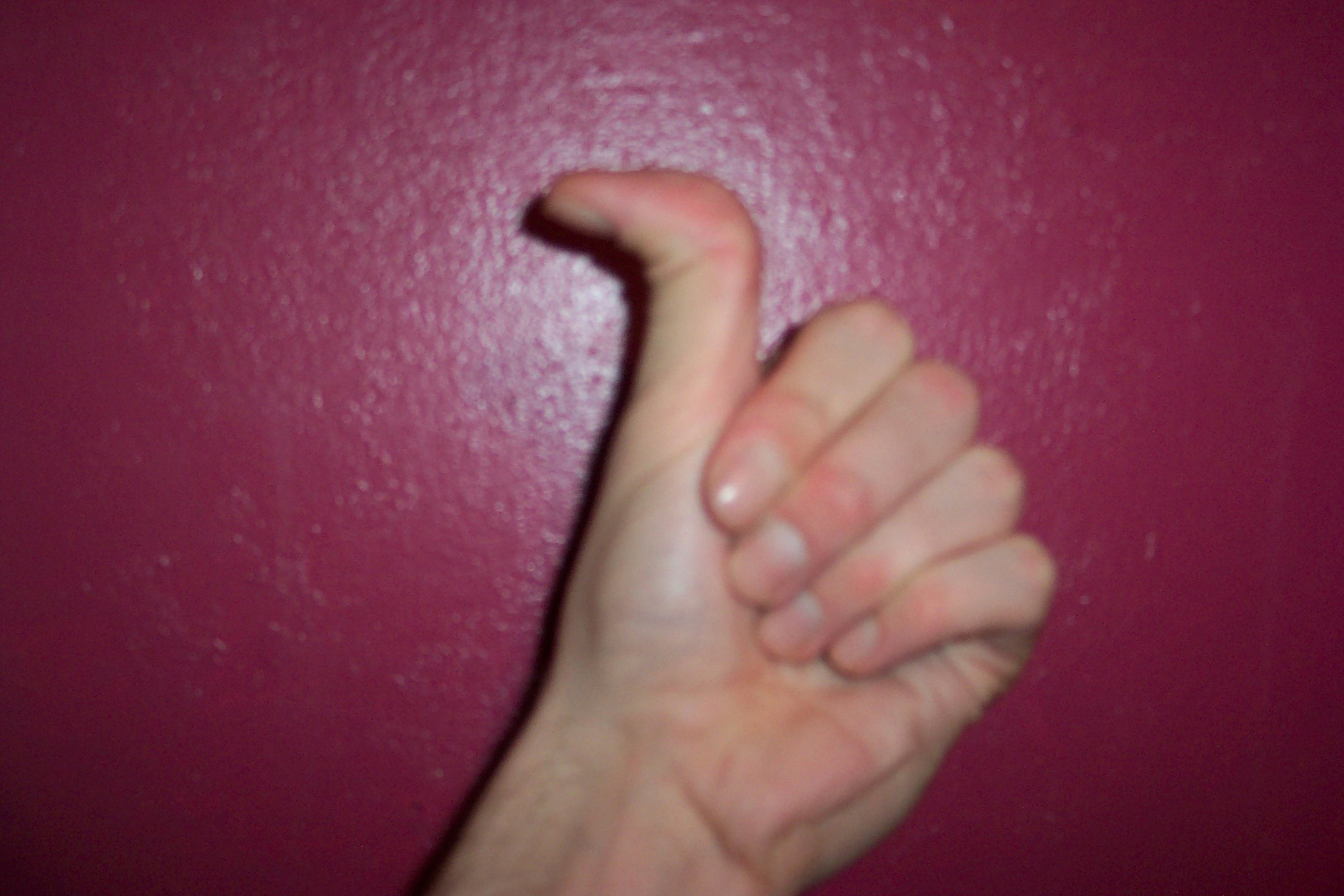
Hypermobilitet i en tumme, ibland även kallad "snickartumme" eller "skomakartumme"

När tummens yttersta led är hypermobil i den riktning som visas på bilden brukar man tala om snickartumme eller skomakartumme.

## Klubbtumme

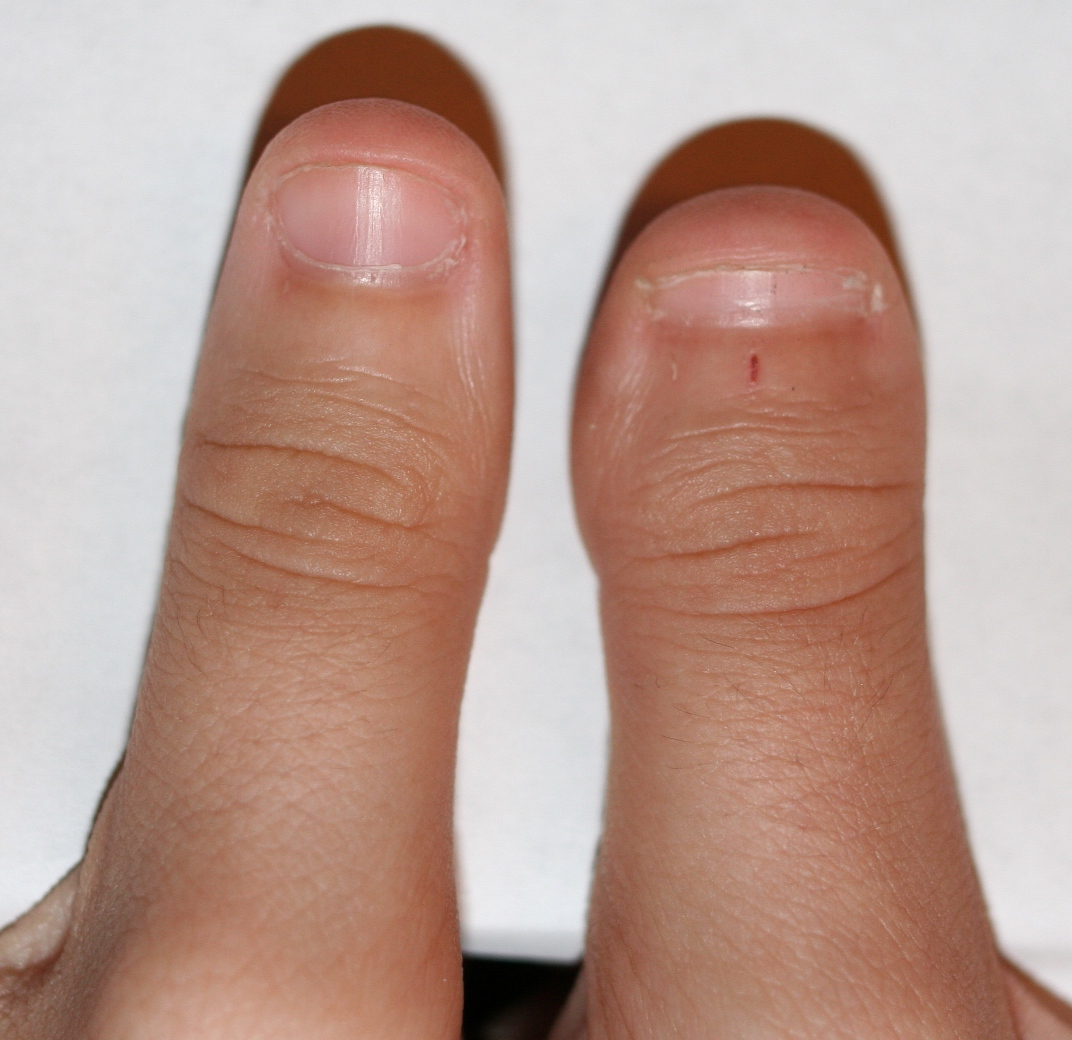
Asymmetrisk hammartumme till höger på ett barn sett ovanifrån.

Hammartumme är ett genetiskt drag som karaktäriseras av att det sista benet på en eller båda tummarna är kort och rund, som har en kort och bred nagelbädd.

## Kulturell betydelse
Ett uttryck om tummen är att "ha tummen mitt i handen". Uttrycket används när man talar om klumpiga personer. Ett annat uttryck är att "ha tummen i arslet", vilket syftar på att man är lat. Tummen upp är en gest som i många kulturer uttrycker samtycke, att man godkänner något, medan den i vissa kulturer i Mellanöstern uppfattas som en obscen gest, ungefär på det sätt som ett uppåtsträckt långfinger gör i väst. Inom dykning betyder tummen upp "gå till ytan" och inom vattenskidåkning "öka farten".